# Corticaria lapponica
Corticaria lapponica is een keversoort uit de familie schimmelkevers (Latridiidae). De wetenschappelijke naam van de soort werd in 1838 gepubliceerd door Zetterstedt.